# Олейниково (Шевченковский район)
Олейниково (укр. Олійникове) — село, 
Гетмановский сельский совет,
Шевченковский район,
Харьковская область.
Село ликвидировано в ? году.

## Географическое положение
Село Олейниково находится на правом берегу реки Великий Бурлук,
выше по течению на расстоянии в 2 км расположено село Отрадное,
ниже по течению на расстоянии в 7 км расположено село Базалиевка (Чугуевский район).

## История
- ? — село ликвидировано.